# Stanisław Dobrowolski
Stanisław Ryszard Dobrowolski (n. 14 martie 1907, Varșovia, Imperiul Rus – d. 27 noiembrie 1985, Varșovia, Polonia) a fost un poet și prozator polon. În scrierile sale a evocat pagini din istoria țării, mai ales din perioada celui de-al Doilea Război Mondial și cea postbelică.

## Opera
- 1937: Întoarcerea la Powiśle ("Powrót na Powiśle");
- 1937: Janosik din Tarchowej ("Janosik z Tarchowej");
- 1950: Carnet varșovian ("Notatnik warszawski");
- 1961: Primăvra dificilă ("Trudna wiosna");
- 1966: Ziua de azi ("Dzień dzisiejszy");
- 1974: Poeme lirice și nelirice ("Lirycznie i nielirycznie").